# Следы Моки
Следы Моки, англ. Moki (Moqui) steps — термин американской археологии, обозначающий часто встречающуюся особенность археологических культур юго-запада США, в том числе древних пуэбло и ряда других. Представляют собой чередующиеся отверстия для пальцев рук и ног, вырезанные в вертикальных или почти вертикальных скалистых утёсах, обычно из песчаника. Глубина уступов обычно составляет 5—8 см, а ширина и высота — 8—10 см.
Следы Моки обычно соседствуют со скальными жилищами и источниками воды. Они, по-видимому, обеспечивали относительно быстрый и лёгкий доступ в труднодоступные места — такие, как каньоны-ущелья (en:slot canyon), наблюдательные посты, зернохранилиза. В ряде случаев «следы Моки», как предполагается, обеспечивали доступ на плодородные высокогорные плато из хорошо защищённых жилищ или с близлежащих скал. Возможно, для подъёма по «следам Моки» требовалось дополнительно использовать канаты.